# Тёниссен, Берт
Берт Тёниссен (нидерл. Bert Teunissen, 1959, Рюрло, Гелдерланд) — нидерландский фотограф.

## Биография
В 1984 приехал в Амстердам. С 1987 работал для различных агентств как коммерческий фотограф. В 1996—2011 осуществил масштабный индивидуальный проект Домашние ландшафты: документируя старую Европу, он снимал при естественном освещении обстановку и обитателей европейских жилых зданий, построенных до Второй мировой войны; из неевропейских стран в проект была включена Япония. Избранный подход сближает эти фотоработы Тёниссена с полотнами голландских мастеров — Рембрандта, Вермеера, Питера де Хоха.
С 2003 материалы проекта показывались на многих выставках в Европе и США. Опубликованный в 2007 альбом получил премии в Нью-Йорке и Париже.

## Альбомы, каталоги выставок
- Domestic landscapes: Japan. Amsterdam: Artspace Witzenhausen Gallery, 2003
- Domestic landscapes: a portrait of Europeans at home. New York: Aperture, 2007 (нем. изд.: Bielefeld: Kerber Verlag, 2007)
- On the road: a domestic landscapes travelog. Amsterdam; New York: Witzenhausen Gallery, 2008